# Clément Izquierdo
Pour les articles homonymes, voir Izquierdo.
Clément Izquierdo, né le 16 février 2002 à Marseille, est un coureur cycliste français.

## Biographie
Clément Izquierdo pratique le cyclisme depuis son plus jeune âge. Il a notamment porté les couleurs de la MJC de Plan-de-Cuques chez les minimes et les cadets. Au début de sa carrière, il se consacre principalement au VTT,, notamment au sein du Passion VTT Venelles aux cotés d'Adrien Boichis. Il termine entre autres quatrième du championnat de France de cross-country espoirs en 2022. La même année, il remporte une étape du Tour de Haute-Provence. 
En 2023, il intègre l'AVC Aix-en-Provence, club de National 1. Toujours actif en VTT, il se classe cinquième d'une manche de la Coupe de France espoirs et 24e d'une manche de la Coupe du monde à Val di Sole. Il participe aussi à davantage de compétitions sur route. Au plus haut niveau amateur, il finit septième du Tour du Beaujolais. Il s'impose par ailleurs sur une course par étapes en Espagne. 
À partir de 2024, il décide d'abandonner le VTT pour privilégier la route,. Bon puncheur, il se fait remarquer chez les amateurs en obtenant une victoire sur le Grand Prix du Pays d'Aix et de nombreuses places d'honneur, dont six deuxièmes places. Grâce à ses bonnes performances, il est sélectionné en équipe de France espoirs pour disputer l'Orlen Nations Grand Prix et le Tour de l'Avenir. Il gagne également une étape du Tour de la Mirabelle, inscrit au calendrier de l'UCI Europe Tour. 
En 2025, il passe professionnel en rejoignant l'équipe Cofidis. Il épingle son premier dossard sous ses nouvelles couleurs en Espagne, sur le Grand Prix Castellón (131e). Au terme d'une édition mouvementée, marquée par le retrait de plusieurs équipes, il prend la 12e place au général de l’Étoile de Bessèges-Tour du Gard. Il retrouve cette place sur la Classic Var. En mars, malgré son statut de néo-professionnel, il est aligné sur Paris-Nice (80e au classement général), où il est échappé sur la septième étape (33e). Il enchaîne par plusieurs classiques World Tour, la Classic Bruges-La Panne (96e), l'E3 Saxo Bank Classic (82e), Gand-Wevelgem (abandon) et Paris-Roubaix (abandon). Fin mai, il se montre à son avantage sur les Boucles de la Mayenne, 9e d'étape et du classement général. En juillet, échappé, il remporte la dernière étape du Tour de Wallonie après avoir résisté au retour du peloton. Sur cette même course, son coéquipier Oliver Knight avait également remporté son premier succès chez les professionnels, lors de la deuxième étape.

## Palmarès sur route

### Palmarès amateur
- 2022
  - 1re étape du Tour de Haute-Provence[5]
- 2023
  - Tour d'Hispanie :
    - Classement général
    - 4e étape
- 2024
  - Grand Prix du Pays d'Aix
  - 2e étape du Tour de Moselle
  - Classique Puisaye-Forterre
  - 2e du Tour de Basse-Navarre
  - 2e du Grand Prix de Puyloubier
  - 2e du Circuit de la Vallée du Bédat
  - 2e du Grand Prix de Saint-Étienne Loire
  - 2e d'Annemasse-Bellegarde et retour
  - 3e du Tour du Beaujolais
  - 3e du Tour Nivernais Morvan

### Palmarès professionnel
- 2025
  - 5e étape du Tour de Wallonie